# Hylaeus larocai
Hylaeus larocai är en biart som beskrevs av Jesus Santiago Moure 1972. Hylaeus larocai ingår i släktet citronbin, och familjen korttungebin. Inga underarter finns listade i Catalogue of Life.